# Изобразительное искусство панка

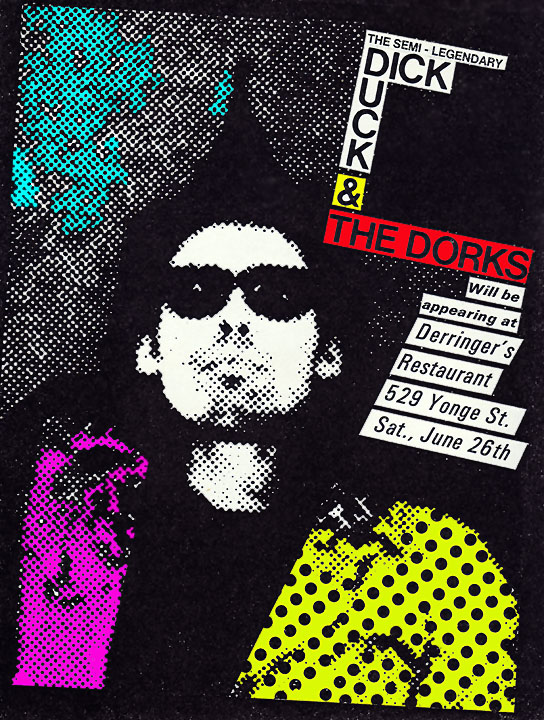
Флаер рекламы панк-концерта

Изобразительное искусство субкультуры панка (также панк-арт; англ. punk-art) — это художественные произведения, связанные с панк-субкультурой. Они часто используются для оформления обложек альбомов, флаеров, панк-зинов, а также сайтов связанных с этой субкультурой. Также, иногда проводятся выставки посвященные этому художественному направлению, они демонстрируются в галереях и специализированных помещениях.
Главенствующая концепция панк-арта заключается в шокирование, созданием чувства сопереживания, либо отвращения у публики, большое значение придается саркастической и остроумной подаче материала. Одной из характерных черт, присущих панк-арту, является использование газетных либо журнальных вырезок комбинированных в слова и предложения, по той же схеме, которая применяется при похищении людей с целью выкупа. Ярким примером этого стиля является обложка альбома группы Sex Pistols Never Mind the Bollocks, дизайн которого был разработан Джейми Ридом. Также, для создания художественных коллажей, как правило из газет (или журналов) вырезаются изображения и рисунки.

По словам американского художника Марка Вэллена: 
Панк обладал уникальной и сложной эстетикой. Он был пропитан шоковым мировоззрением и почитал то, что считалось уродливым. Весь облик панка был спроектирован для того, чтобы нарушить и разрушать счастливую пресыщенность широких слоев социума. Помимо антимодных панк-манифестов, переполненных рваной одеждой и английскими булавками, этот порыв к беспределу был более всего очевиден на обложках панк-альбомов.
В середине 1970-х в Нью-Йорке годов произошла обоюдная интеграция панк-музыки и арт-сцены. В 1978 году многие художники и дизайнеры, которые были завсегдатаями CBGB и других клубов связанных с панк-музыкой, приняли участие в крупной выставке посвящённой панк-арту, организованной в Вашингтоне. Среди гостей мероприятия были: Джон Холмстром и Легс Макнил (основатели фэнзина Punk); Алан Вега, чьи скульптуры из электронного хлама предшествовали его творчеству в группе Suicide; фотографы Марсия Резник и Джимми де Сана; татуировщица Рут Мартен; режиссёр Амос По; а также художники Том Оттернесс и Бет и Скотт Б., которые сотрудничали с журналом X Magazine.
В том же году, в Нью-Йорке состоялось ещё одно схожее мероприятие — однодневное шоу, которое включало в себя демонстрацию фильмов, спектаклей и слайд-шоу посвященных панк-року, в том числе произведений Роберта Мапплторпа и Диего Кортеза. Среди других ранних панк-арт-экспозиций были: «Times Square Show»(1980) и «New York New Wave» (1981). В 1980 году состоялось открытие регулярной выставки посвящённой панк-арту в галерее ABC No Rio, расположенной в нью-йоркском Ист-Сайде. Экспозиция посвященная субкультуре панка занимала одно из главенствующих мест в центральной арт-галерее Ист-Виллиджа, с 1982 по 1986 годы.